# Référendum SuperSport
Le Référendum SuperSport est une récompense attribuée chaque année par le journal SuperSport, au meilleur joueur de football ivoirien. Plusieurs organes de la presse ivoirienne votent pour choisir le lauréat.

## Lauréats
- 2006 : Didier Drogba[1]
- 2007 : Didier Drogba[2]
- 2008 : Bakari Koné[3]
- 2009 : Yaya Touré[4]